# Sousela
Sousela ist eine Gemeinde (Freguesia) im portugiesischen Kreis Lousada. In ihr leben 1789 Einwohner (Stand 19. April 2021).